# 叶尔马克征服西伯利亚
《叶尔马克征服西伯利亚》（Покорение Сибири Ермаком Тимофеевичем）是俄国画家瓦西里·伊万诺维奇·苏里科夫（1848-1916）的一幅画作，大小为285 × 599 厘米，绘于1891-1895年，保存在圣彼得堡的俄罗斯博物馆。
画作描绘西伯利亚战役的高潮，1582年，叶尔马克·齐莫菲叶维奇率领哥萨克部队，攻击西伯利亚汗国首都喀什里克（Sibir，今托博尔斯克附近），与西伯利亚汗的士兵进行决战。。

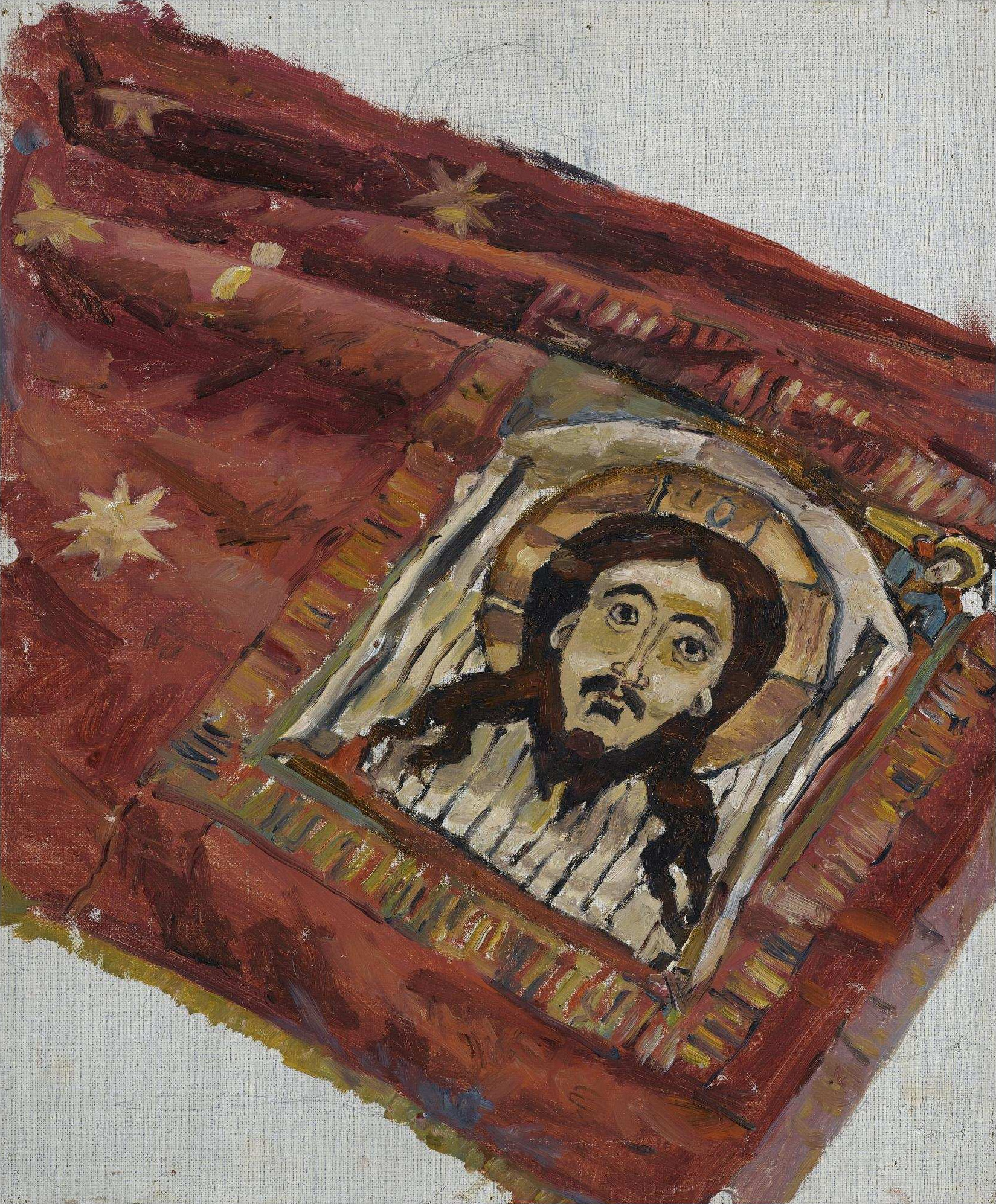